# وردرنبرگ
وردرنبرگ (به آلمانی: Vordernberg) یک منطقهٔ مسکونی در اتریش است که در لوبن واقع شده‌است. وردرنبرگ ۲۷٫۷۴ کیلومتر مربع مساحت دارد ۸۲۰ متر بالاتر از سطح دریا واقع شده‌است.